# Petra Majdič
Petra Majdič (Lubiana, 22 dicembre 1979) è un'ex fondista slovena.

## Biografia
Originaria di Brinje presso Lubiana e specialista delle sprint, debuttò in campo internazionale ad alto livello ai Mondiali juniores di Pontresina del 1998, senza conseguire risultati di rilievo.
In Coppa del Mondo esordì il 9 gennaio 1999 nella 10 km a tecnica classica di Nové Město na Moravě (69ª), ottenne il primo podio il 1º febbraio 2001 nella sprint a tecnica libera di Asiago (3ª) e la prima vittoria il 9 marzo 2006 nella sprint a tecnica classica di Drammen. Dopo essere arrivata seconda dietro a Virpi Kuitunen nella Coppa del Mondo di sprint della stagione 2006-2008, si è aggiudicata il trofeo nel 2008, nel 2009 e nel 2011.
In carriera prese parte a sette edizioni dei Campionati mondiali, vincendo due medaglie, e a tre dei Giochi olimpici invernali, Salt Lake City 2002 (8ª nella 10 km, 12ª nella 30 km, 7ª nell'inseguimento, 9ª nella staffetta), Torino 2006 (8ª nella sprint, 6ª nella 10 km, 14ª nella 30 km, 11ª nell'inseguimento) e Vancouver 2010 (3ª nella sprint). Proprio a Vancouver la Majdič fu protagonista di un evento che fece il giro del mondo: durante il riscaldamento a Vano riportò la frattura di cinque costole in seguito a una caduta su una roccia fuori pista. Nonostante ciò, proseguì e passò alle semifinali, dove, durante lo sprint finale, una delle costole rotte le perforò un polmone, ma comunque si qualificò alla finale, alla quale decise di prendere parte. Dopo una gara fenomenale, con un sorpasso sul finale, vinse il bronzo, prima medaglia olimpica per la Slovenia nella storia dello sci di fondo ai Giochi olimpici, per la quale Petra si è aggiudicata anche il Premio Terry Fox.

## Palmarès

### Olimpiadi

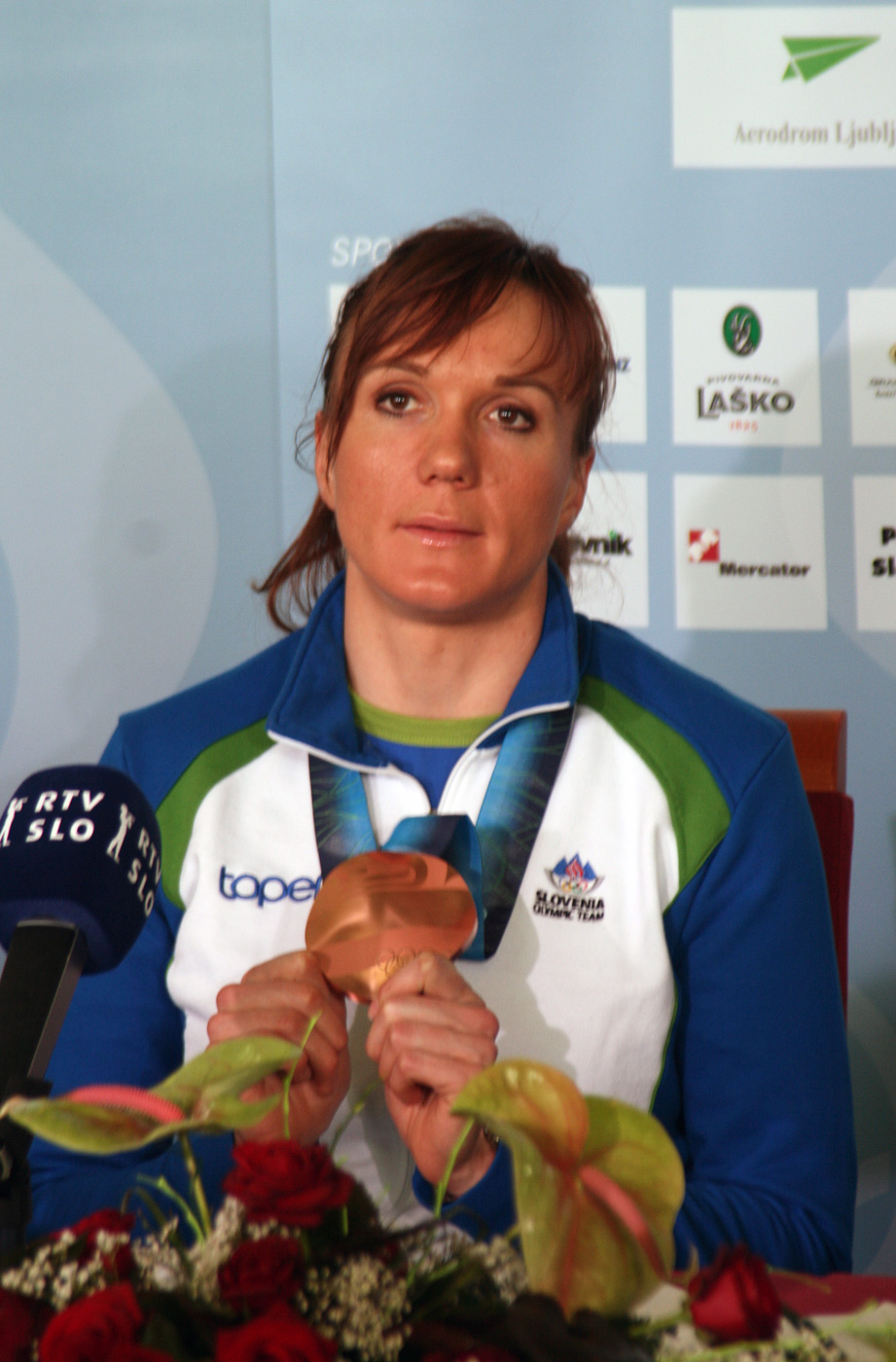
Petra Majdič mostra la medaglia di bronzo vinta a

- 1 medaglia:
  - 1 bronzo (sprint a Vancouver 2010)

### Mondiali
- 2 medaglie:
  - 1 argento (sprint a Sapporo 2007)
  - 1 bronzo (sprint a Oslo 2011)

### Coppa del Mondo
- Miglior piazzamento in classifica generale: 2ª nel 2009
- Vincitrice della Coppa del Mondo di sprint nel 2008, nel 2009 e nel 2011
- 32 podi (individuali[3]):
  - 15 vittorie
  - 9 secondi
  - 8 terzi posti

#### Coppa del Mondo - vittorie
| Data             | Luogo       | Paese     | Disciplina  |
| ---------------- | ----------- | --------- | ----------- |
| 9 marzo 2006     | Drammen     | Norvegia  | Sprint TC   |
| 25 novembre 2006 | Kuusamo     | Finlandia | Sprint TC   |
| 21 marzo 2007    | Stoccolma   | Svezia    | Sprint TC   |
| 1º dicembre 2007 | Kuusamo     | Finlandia | Sprint TC   |
| 23 gennaio 2008  | Canmore     | Canada    | Sprint TC   |
| 10 febbraio 2008 | Otepää      | Estonia   | Sprint TC   |
| 29 novembre 2008 | Kuusamo     | Finlandia | Sprint TC   |
| 14 dicembre 2008 | Davos       | Svizzera  | Sprint TL   |
| 25 gennaio 2009  | Otepää      | Estonia   | Sprint TC   |
| 13 febbraio 2009 | Valdidentro | Italia    | Sprint TL   |
| 7 marzo 2009     | Lahti       | Finlandia | Sprint TL   |
| 12 marzo 2009    | Trondheim   | Norvegia  | Sprint TC   |
| 14 marzo 2009    | Trondheim   | Norvegia  | 30 km TC MS |
| 13 dicembre 2009 | Davos       | Svizzera  | Sprint TL   |
| 23 gennaio 2011  | Otepää      | Estonia   | Sprint TC   |

Legenda:

MS = partenza in linea

TC = tecnica classica

TL = tecnica libera

#### Coppa del Mondo - competizioni intermedie
- 16 podi di tappa:
  - 8 vittorie
  - 4 secondi posti
  - 4 terzi posti

##### Coppa del Mondo - vittorie di tappa
| Data            | Località      | Nazione  | Competizione | Disciplina  |
| --------------- | ------------- | -------- | ------------ | ----------- |
| 3 gennaio 2007  | Oberstdorf    | Germania | Tour de Ski  | 10 km TC    |
| 17 marzo 2010   | Stoccolma     | Svezia   | Finali       | Sprint TC   |
| 1º gennaio 2010 | Oberhof       | Germania | Tour de Ski  | 2,5 km TL   |
| 3 gennaio 2010  | Oberhof       | Germania | Tour de Ski  | Sprint TC   |
| 9 gennaio 2010  | Val di Fiemme | Italia   | Tour de Ski  | 10 km TC MS |
| 2 gennaio 2011  | Oberstdorf    | Germania | Tour de Ski  | Sprint TC   |
| 5 gennaio 2011  | Dobbiaco      | Italia   | Tour de Ski  | Sprint TL   |
| 16 marzo 2011   | Stoccolma     | Svezia   | Finali       | Sprint TC   |

Legenda:

MS = partenza in linea

TC = tecnica classica

TL = tecnica libera